# Русилів (Золочівський район)
Руси́лів — село в Україні, у Золочівському районі Львівської області (до 2020 — Буський район).
Населення становить 206 осіб (2001), площа — 1,427 км2.
Через Русилів проходить автомобільна дорога сполученням Перемишляни-Берестечко Т 1806.

## Історія
На території села здавна жили люди. Поблизу Русилова у 1931 році проведено розкопки кургану (поч. II тисячоліття до н. е.), в якому виявлено поховання родового вождя, кам'яну зброю та золоту прикрасу.
Невелике село «Rusilow» зображене на австрійській мапі Фрідріха фон Міґа (1779—1783).
В період австрійської монархії село належало до домінії Куткір, циркулу (округу) Золочів (до 1789 року — до циркулу Броди). Після ліквідації циркулів у 1867 році село увійшло до Золочівського повіту.
Станом на 1880 рік в Русилові був 41 дім та 276 мешканців, з них 216 русинів (українців) та 60 поляків. За віросповіданням — 220 греко-католиків, 44 римо-католика та 12 юдеїв. В селі була церква, філіальна школа і позичкова каса з капіталом 230 золотих ринських.
1 квітня 1932 року село Русилів передане з Кам'янко-Струмилівського повіту Тарнопольського воєводства до Золочівського повіту того ж воєводства.
1 серпня 1934 року Русилів включений до об'єднаної гміни Красне (об'єднувала громади 12 сіл) внаслідок поділу повіту на об'єднані сільські гміни, що відповідали волості та в які включали дотогочасні гміни (збережені від Австро-Угорщини, які позначали самоврядну громаду села).
Станом на 1 січня 1939 року в селі з 420 жителів було 340 українців греко-католицької віри, 75 українців-латинників і 5 поляків.
Після встановлення у 1939 році на Західній Україні радянської влади, Русилів віднесли до новоствореного Красненського району, Львівської області.
Після ліквідації Красненського району 4 березня 1959 року, Русилів був включений до складу Буського району.
У зв'язку з децентралізацією в Україні з 2020 року село перебуває у складі Красненської селищної громади Золочівського району.

## Населення

### Мова
Розподіл населення за рідною мовою за даними перепису 2001 року:
| Мова       | Кількість | Відсоток |
| ---------- | --------- | -------- |
| українська | 206       | 99.52%   |
| російська  | 1         | 0.48%    |
| Усього     | 207       | 100%     |

## Релігія
У селі знаходиться дерев'яна церква Успіння Пресвятої Богородиці, побудована за різними даними у 1862 або 1871 році.

## Відомі люди
- Коссар Володимир — український військовий та громадський діяч, командир 5-ї Сокальської бригади УГА, член УВО і Сенату ОУН.
- Коссар Роман Іванович (1889—1969) — громадсько-політичний та культурно-освітній діяч, делегат Народних Зборів у Львові (1939), заслужений учитель школи УРСР (1953), підхорунжий УСС, обласний пропагандист ОУН (поч. 1940-х), довголітній директор школи у с. Великий Ключів Коломийського району Івано-Франківської обл. (1928—1959). На його честь у цьому селі названо одну з вулиць, на фасаді школи йому встановили меморіальну таблицю (1989). Закінчив гімназію, університет.